# 兵庫県立播磨南高等学校
兵庫県立播磨南高等学校（ひょうごけんりつ はりまみなみこうとうがっこう、英: Hyogo Prefecture Harima Minami Senior High School）は、兵庫県加古郡播磨町にある全日制の県立高等学校である。愛称は「播南（はりなん）」。

## 概要
播磨町唯一の公立高等学校で、地域住民の熱望により設置が決定した。当初は加古郡からの進学者が多かったが近年は加古川市、高砂市から通学する生徒が増えている。共学校であるが開校以来、生徒全体の3分の2を女子生徒が占める。また芸術保育類型（音楽・美術）を設立しており校内外の行事に活発的に活動している。さらに生徒会役員、ボランティア部では地域行事に積極的に参加している。兵庫県立東はりま特別支援学校とは数年前より交流がある。基本的には大学進学を目的とする普通科高校である。国際理解教育にも取り組み隔年で英語圏の国への短期語学研修プログラム（自由参加）を実施している。2012年度は夏季長期休暇にオーストラリアへ短期語学研修を実施した。

### 学科
- 全日制課程 普通科

### 学級
- 普通科 6学級で第2学年からは以下の類型に分かれる。
- 第1類型（文系・保育系列を含む）3学級、第2類型（文理・国際系列）1学級、　第3類型（数理情報・メディカル系列）1学級、芸術保育類型（音楽・美術）1学級

## 沿革
- 1984年4月 - 兵庫県加古郡播磨町古宮において開校。
- 1986年4月 - 英語コース(学年に１学級）新設（2003年よりグローバル情報コミュニケーションコース、2009年より特色選抜による芸術類型に）
- 1987年2月 - 第1回卒業式挙行。
- 1989年8月 - カナダ・アルバータ州のレデューク校を訪問。
- 1994年10月 - 創立10周年記念式典挙行。
- 2002年7月 - オーストラリア連邦・ビクトリア州のペニンシュラ校を訪問。
- 2003年11月 - 創立20周年記念式典挙行。
- 2012年7月～8月- オーストラリアへ海外研修。姉妹校キーズボロー校を訪問。
- 2013年10月 - 創立30周年記念式典挙行。
- 2014年4月 - 芸術類型を芸術保育類型に改編。

## 行事
- 入学式（4月、1年生）
- 入校時訓練（4月、1年生）
- 潮風祭｛文化祭｝（6月、全校）
- 夏季球技大会 （7月、全校)
- 短期語学研修（隔年実施で7～8月、全学年）
- 体育祭（9月、全校）
- 修学旅行（1月、2年生）
- 卒業式（2月、3年生）
- 春季球技大会 （3月、2年生、1年生)

## 進路状況
- 進学 9割

県内外へと進学する生徒が多い。
- 就職 1割

地元企業への就職が多いが、近年は自衛隊や公務員に就職する生徒もいる。

## 交通
- JR神戸線（山陽本線）：土山駅から徒歩30分
- 山陽電車：播磨町駅から徒歩15分、または西二見駅から徒歩10分

## 著名な卒業生
- 中村譲 - 俳優
- 上野まな - シンガーソングライター・タレント
- 春名亜美 - ファッションモデル
- 大根谷愛 - プロボウラー
- 江藤直也 - 元プロ野球選手(石川ミリオンスターズ-明石レッドソルジャーズ-石川ミリオンスターズ)
- 巽 啓伍 - ミュージシャン(never young beach)
- 旭堂南歩 - 講談師